# NGC 3105
NGC 3105 (другие обозначения — OCL 798, ESO 167-SC14, AM 0958-543) — рассеянное скопление в созвездии Паруса.
Этот объект входит в число перечисленных в оригинальной редакции «Нового общего каталога».
NGC 3105 является молодым звёздным скоплением, однако у него низкая металличность, сравнимая с типичными звёздами Большого Магелланова Облака (однако в скоплении имеется избыток бария). В нём есть белые, жёлтые и красные сверхгиганты, что является редким сочетанием. Обнаружено 126 вероятных членов, имеющих спектральный класс B.